# 近江八幡市立安土小学校
近江八幡市立安土小学校（おうみはちまんしりつ あづちしょうがっこう）は、滋賀県近江八幡市安土町常楽寺に位置する公立小学校。

## 沿革
- 1901年（明治34年） - 現在の場所へ統合移転。
- 2010年（平成22年）3月21日 - 安土町と（旧）近江八幡市の新設合併によって（新）近江八幡市となり、近江八幡市立安土小学校に改称。

## 主な進学先
- 近江八幡市立安土中学校